# Burg Breitenbühl
Die Burg am Breitenbühl ist eine abgegangene Spornburg bei der Gemeinde Bernstadt im Alb-Donau-Kreis in Baden-Württemberg. Die Burgstelle liegt etwa 25 Höhenmeter über dem Wolfstal bei rund 545 Meter über Normalnull.
Von der vermutlich von den Herren von Bernstadt erbauten Burg sind nur noch geringe Wallreste und Reste eines Halsgrabens zu sehen.